# Nick Simper
Nicholas Simper (nacido el 3 de noviembre de 1945, en Frogmore House Maternity Home, Norwood Green, Middlesex, Inglaterra), más conocido simplemente como Nick Simper, es un bajista británico y uno de los miembros fundadores de la popular banda de hard rock Deep Purple junto a Rod Evans, Ritchie Blackmore, Ian Paice y Jon Lord.

## Biografía
Simper nació en Norwood Green, Southall (Middlesex). Antes de cofundar Deep Purple en 1968, tocó para varias bandas, entre ellas The Renegades (1960-61), The Delta Five (1961-63), Some Other Guys (1963-64), Buddy Britten & The Regents rebautizado como Simon Raven Cult (1964-66) y Johnny Kidd & the Pirates. Unos meses después de unirse a The Pirates, Simper y Kidd se vieron involucrados en un accidente automovilístico que le costó la vida a Kidd y dejó a Simper herido. Después de recuperarse, Simper reactivó brevemente The Pirates como una banda tributo a Kidd (1966-67) antes de unirse a The Flower Pot Men (1967-68), donde tocó junto a Jon Lord, quien inicialmente sugirió que se le pidiera a Simper que se uniera a Deep Purple. 
Simper tocó el bajo en tres álbumes de Deep Purple entre 1968 y 1969. Fue despedido de la banda a mediados de 1969 junto con el cantante original Rod Evans. Cuando se buscó al nuevo cantante Ian Gillan de la banda Episode Six para reemplazar a Evans, su compañero de banda Roger Glover se unió para tocar el bajo en algunos ensayos y grabó el sencillo "Hallelujah" para Deep Purple. Tras su marcha, trabajó brevemente con Marsha Hunt antes de formar su propia banda Warhorse, que grabó dos álbumes para Vertigo Records. Warhorse estaba gestionada por el mánager Ron Hire, que originalmente formaba parte de HEC Enterprises, los inversores originales de Deep Purple. Durante este tiempo, Simper también tocó en un álbum en directo de Lord Sutch, junto a Ritchie Blackmore y Keith Moon.
Warhorse, fichó por Warner Bros. a través de su representante de A&R, Dave Dee. A expensas de Warner Bros., entraron en el estudio y grabaron dos temas, compitiendo con Heavy Metal Kids. Sin embargo, la crisis financiera de 1974 marcó el fin de la banda. Simper y el guitarrista Pete Parks pasaron los siguientes tres años escribiendo, grabando e inicialmente formaron una nueva banda, llamada Nick Simper's Dynamite (1975), que lanzó un sencillo.
El 9 de octubre de 1976, Simper participó en el Johnny Kidd 10th Anniversary Memorial Show en el Edwardian Club del Loughborough Hotel en Brixton. Sin ningún respaldo financiero, junto con Parks, Simper logró sacar adelante Fandango (1977-83), con los que publicó dos álbumes. Casi al mismo tiempo, Frankie Reid formó la banda Flying Fox (1977-84), con Carlo Little , Simper y Parks. Tras la marcha de Little, la banda cambió su nombre a The Good Old Boys (1985-presente).
En 2007, Simper también se unió a la formación de Adelle & Co con Parks, Adelle Kirk, Jim Byers y Richard Hudson.
Desde que lanzó su propio sitio web en la década de 2000, Simper ha renovado su contacto con un público más amplio. El renacimiento de su trabajo ha llevado a una reunión única de Warhorse en 2003 (y también en 2005). Durante un concierto en Austria en 2007, Simper interpretó la canción de Deep Purple "Emmaretta". En 2010, Simper, junto a la banda Nasty Habits ofrecieron varios conciertos presentando "The Deep Purple Mark One Songbook" en Austria, Suiza, Hungría y Polonia mientras se preparaba un álbum. El concierto de Budapest fue grabado para su posterior lanzamiento.

### Desaire al Salón de la Fama del Rock and Roll
En 2016, Deep Purple fue incluido en el Salón de la Fama del Rock and Roll. Todos los miembros de los primeros siete años de la banda (1968 a 1974) fueron anunciados como incluidos individualmente, excepto Simper, incluido el cantante original Rod Evans, cuyo período en Deep Purple fue paralelo al de Simper. Evans también había sido demandado con éxito por la gerencia de Deep Purple en 1980 por realizar una gira no autorizada bajo el nombre de la banda. Simper había sido contactado por la misma compañía de promoción que había contratado a Evans, pero se negó a participar.
Simper afirmó: "Sí, es un poco extraño que yo sea el único de Marks I, II y III que se quedó fuera, pero no me quitará el sueño por esto. No es como si necesitara que me dieran este premio para saber que lo que hicimos en Deep Purple tuvo un impacto. Y estoy seguro de que no fue una decisión que viniera de la banda".

## Discografía

### con Deep Purple
- 1968 Shades of Deep Purple (remasterización en 2000)
- 1968 The Book of Taliesyn (remasterización en 2000)
- 1969 Deep Purple (remasterización en 2000)
- 2002 Inglewood - Live in California (reedición en 2009)
- 2004 The Early Years

### con Johnny Kidd & The Pirates
- 1970 The Johnny Kid Memorial Album (Francia)
- 1978 The Best Of Johnny Kid & The Pirates
- 1983 Rarities
- 1990 The Classic & Rare

### con Warhorse
- 1970 Warhorse (Reino Unido: Vertigo 6360 015) Reediciones en Reino Unido: 1983, Thunderbolt THBL-004 (como "Vulture Blood") / 1997, RPM Records RPM-174, con bonus tracks / 1998, Angel Air SJPCD 034, con bonus tracks.
- 1972 Red Sea (Reino Unido: Vertigo) Reediciones en Reino Unido: 1984, Thunderbolt THBL-010 / 1997, RPM Records RPM-175, con bonus tracks / 1998, Angel Air SJPCD 035, con bonus tracks
- 1997 The Warhorse Story - Vols I & II (Reino Unido)

### con Flying Fox
- 1982 Flying Fox (casete)

### con Nick Simper's Fandango
- 1979 Slipstreaming (Alemania: Shark Records INT 148.503 / Reino Unido: Gull Records GULP 1033)
- 1980 Future Times (Alemania: Shark Records INT 148.506)
- 1982 Just Another Day/Wish I'd Never Woke Up (Reino Unido SP: Paro Records Paro-S4)
- 1993 The Deep Purple Family Album (Reino Unido CD 1993: Connoisseur RP VSOP CD 187) ("The Stallion")
- 1994 Slipstreaming / Future Times (Reino Unido 2CD: RPM Records RPM-125)
- 1999 Slipstreaming / Future Times (Reino Unido 2CD: Angel Air SJPCD 041) (con bonus tracks)

### con Quatermass II
- 1997 Long Road (Reino Unido: Thunderbird CSA 108 / Japón: PCCY-01156)

### with The Good Old Boys
- 2005 Live At The Horns (CD+DVD)
- 2007 We Can't Do This When We're Dead - Rock n' Roll!!! (DVD)
- 2009 Live At The Deep Purple Convention (Reino Unido: Wymer Records TSA1001)

### con Nasty Habits (Deep Purple Mk1 Songbook)
- 2009 The Austrian Tapes - Live At The Orpheum Graz (DVD)
- 2009 The Austrian Tapes - Live At The Reigen (DVD)
- 2010 Dolina Charlotty - See You in August (DVD)

### como artista invitado
- 1972 Hands Of Jack The Ripper (Screaming Lord Sutch & Heavy Friends)
- 1983 Roscoe Rocks Again (Roscoe Gordon)
- 2003 Rag Moppin' (Wee Willie Harris & the Alabama Slammers)
- 2007 Carlo Little Night Of Honour (DVD)
- 2008 White Horses of Lyme Bay (CD EP)
- 2009 Never Stop Rockin' (Carlo Little All Stars)

## Televisión y cine
- 1991 Deep Purple - Heavy Metal Pioneers (Warner Music)
- 1995 Rock Family Trees - Deep Purple (BBC)
- 1999 Swinging London (WDR)
- 2008 Guitar Gods - Ritchie Blackmore (DVD)